# SM U–3 (Osztrák–Magyar Monarchia)
Az SM U-3 vagy U-III a Császári és Királyi Haditengerészet Germania-típusú tengeralattjárója. A hajót 1907-ben kezdték el építeni a németországi Kielben és az ára akkori értéken 1 400 400 korona volt. 1909 végén állították szolgálatba. Az első világháború során az Adriai-tengeren teljesített szolgálatot. 1915. augusztus 12-én egy általa megtámadott olasz segédcirkáló és egy ellenséges torpedónaszád súlyosan megrongálta, majd másnap újabb három romboló támadását követően elsüllyedt.

## Tervezése és építése
A német Germania-típus megvételére az Osztrák–Magyar Monarchia részéről az első kísérlet 1905-ben történt meg. A Balti-tenger mellett fekvő Kielbe utazott egy küldöttség, azért, hogy a Germania Műveknél tanulmányozzák ezt a típust. Az üzlet azonban meghiúsult a németek elutasító magatartása miatt, ami miatt az első tengeralattjárókat a tengerészet egy amerikai mérnöktől, Simon Lake-től rendelte meg. Valamivel később mégis létrejött az osztrák-magyar kormányzat és a német cég között egy megállapodás, mikor 1906 júniusában a Germánia Művek küldöttsége felkereste a Császári és Királyi Haditengerészet vezetését és ajánlatot tett nekik tengeralattjárók építésére. A tervet november 25-én mutatták be, mely a legújabb típust tartalmazta, és ez (az amerikaitól eltérően) az akkori korszerű igényeknek is megfelelt.
A két búvárnaszád építéséről szóló hivatalos szerződés megkötésére a Germania Művekkel 1907. március 12-én került sor. A szerződést a monarchia közös hadügyminisztériuma március 28-án hagyta jóvá. Az első búvárnaszád, a jövendő SM U–3 ára 1 400 400 korona volt, míg a jövendő SM U–4 ára 1 275 000 korona körül mozgott. Mindkét hajó gerincfektetésére még márciusban sor került. AZ SM U-3 építését március 12-én kezdték meg, 1908. augusztus 20-án bocsátották vízre. Az elkészült tengeralattjárót 1909. szeptember 12-én állították szolgálatba. A hajón a sorszám eredetileg római számokkal íródott (U-III), az arab számokkal való felcserélés pontos időpontja tisztázatlan.
A vízrebocsátásukat követően és a próbajárataik során elért teljesítményeik alapján kijelenthető volt, hogy a Germania-típus felel meg a legjobban a flotta céljainak, ezért később, 1913-ban további öt tengeralattjárót rendelt meg a haditengerészet a Germania Művektől, ezeket a búvárnaszádokat azonban a világháború kitörését követően a Német Császári Haditengerészet állományába sorolták.

## Szolgálata
Az elkészült búvárnaszád 1909. január 14-én érkezett meg Polába, szeptember 12-én állították szolgálatba. Ezt követően rendszeresen, havonta kb. tíz gyakorlóutat tett meg a közeli vizeken. 1910 januárjának végén a dalmát vizeken teljesített szolgálatot. 1911 tavaszán szerelés alatt állt, megnövelt felületű hátsó mélységi kormánnyal szerelték fel. Augusztusban újra kifutott, előbb Sebenicóba hajózott, majd onnan visszatért a polai támaszpontra 1911. augusztus 25-én.
1912. január 26-án a hajó balesetet szenvedett. A tengeralattjáró épp a Fažanai-csatornában haladt vízszíni menetben, mikor orral nekiment a Sen vitorlásjacht farának. A vitorlás külhéja 2 méteres hosszban beszakadt, de az U–3-as csak csekély károsodást szenvedett. 1914. január 30-február 21. között leszerelték a búvárnaszád elülső merülési kormányát, a hajó tatjára felszereltek egy stabilizáló vezérsíkot. A március 18-án végrehajtott próbaútja után a tengeralattjáró hátsó mélységi kormányát negyedrésszel megnagyobbították.
Az első világháború kitörését követően 1914. augusztus 22-én az SM U–3-at a többi osztrák-magyar tengeralattjáróval együtt Brioniba helyezték át, ahonnan szeptember 26-án futott ki a Trabant vontájában. Úton a Cattarói-öböl felé a vontatókötél Ragusa Vecchia előtt elszakadt, innen önerőből haladva a tengeralattjáró szeptember 27-én futott be a célállomására. Első bevetését október 4-én hajtotta végre.
1914. október 17-én támadást kísérelt meg az Adria térségében lévő francia flotta hajói ellen, de periszkópját észrevették. A felszíni hadihajók tüzet nyitottak rá, de sértetlenül sikerült visszatérnie a bázisra. Később kísérleteket folytatott a kezdetleges rádióberendezésével, majd a montenegrói partok előtt látott el blokádszolgálatot. December 8-án kifutott a Cattarói-öbölből és két nappal később befutott Brioniba.
1915. tavaszán Polában átépítésen esett át, új, egy 3,7 cm-es gyorstüzelő löveget, változtatásokat végeztek a naszád tornyán és ellátták aknaelhárító berendezéssel is. Június 5-én ellenséges tengeralattjárót észlelt, majd kilőtt rá egy torpedót, de a célpontot nem sikerült eltalálnia. Július 8-án kifutott Brioniból és Lagosta szigetének térségében végzett felderítést, majd előbb Sebenicoba, onnan a Cattarói-öbölbe hajózott. Július 27-én dél-adriai járőrútra indult, amelyből 31-én tért vissza.
1915. augusztus 10-én kifutott Brioniból, hogy az SMS Huszár II-, SMS Pandúr-, SMS Turul-és az SMS Warasdiner rombolók másnapi, Bari és Molfetta ellen támadását biztosítsa. Augusztus 12-én reggel az U-3 a felszínen hajózva megtámadta az olasz Città di Catania segédcirkálót. Az olasz hadihajó idejében ki tudott térni a tengeralattjáró torpedója elől, majd teljes sebességgel haladva a támadó hadihajó felé fordult, és megkísérelte legázolni a tengeralattjárót. Az osztrák-magyar hajót a teherhajó csak súrolta, de az olasz hajó és egy odaérkező torpedónaszád (ami két torpedót is kilőtt rá) vízibombái súlyos károkat okoztak az U-3 hajótestében. A tengeralattjáró délelőtt a víz alatt hajózott, majd délután próbált felemelkedni a felszínre, de egy járőröző francia cirkáló miatt csak éjszaka kísérelhették meg a felemelkedést. A hajó súlyos károkat szenvedett és tengervíz ömlött a hajótestbe. A hajó kénytelen volt a felszínre emelkedni, azonban három romboló tartott a megrongált naszád felé. A tengeralattjáró kapitánya, Karl Strnad ekkor parancsot adott a vészmerülésre, de a szivattyúk nem működtek, a merülő hajóba víz tódult, az akkumulátorokból származó klórgáz belepte a hajó belsejét, a legénység tagjai közül hatan a gázmérgezéstől összeestek. Embereit mentve a kapitány parancsot adott a felemelkedésre, majd a hajó elhagyására utasította embereit. A felszínre emelkedő naszád legénysége mentőmellényekkel a vízbe ugorva elhagyta a hajót, Strnad kapitány a tengerészet íratlan törvényeit betartva a hajón maradt, és a tengeralattjáróval együtt merült a hullámsírba.

## Parancsnokai
| Név                                   | Rang           | Hivatal kezdete      | Hivatal vége         |
| ------------------------------------- | -------------- | -------------------- | -------------------- |
| Emmerich Graf von Thun und Hohenstein | sorhajóhadnagy | 1909. szeptember 12. | 1910. szeptember 18. |
| Lothar Leschanowsky                   | sorhajóhadnagy | 1910. szeptember 18. | 1911. április 29.    |
| Richard Gstettner                     | sorhajóhadnagy | 1911. április 29.    | 1912. április 30.    |
| Eduard Ritter von Hübner              | sorhajóhadnagy | 1912. április 30.    | 1915. június 19.     |
| Karl Strnad                           | sorhajóhadnagy | 1915. június 19.     | 1915. augusztus 13.  |